# Monachinae
Monachinae — подсемейство настоящих тюленей, обитающих в тропических, умеренных и полярных регионах южного полушария, хотя их ископаемые представители были обнаружены по обеим побережьям северной части Атлантического океана. Разница между членами этой группы и представителями Phocinae заключается в том, что у Monachinae когти на задних конечностях значительно уменьшены в размерах. Кроме того, все виды имеют 34 хромосомы. Подсемейство включает три трибы: Monachini (тюлени-монахи), Miroungini (морские слоны) и Lobodontini (антарктические тюлени и несколько африканских и американских ископаемых родов). Сегодня подсемейство включает восемь существующих и один недавно вымерший вид, но в прошлом Monachinae было невероятно богато видами, которые вымерли и были заменены южными видами морских львов и морских котиков.